# SKS프라이빗에쿼티
SKS프라이빗에쿼티 주식회사(영어: SKS Private Equity)는 대한민국의 사모투자회사이다.

## 역사
2019년 1월 SK증권의 사모펀드(PE) 사업부에서 분사하여 설립되었다.2024년 삼천리자산운용과 손잡고 1100억원 규모로 블라인드펀드를 결성하였다.

## 투자
- 창원에너텍: 2019년에는 355억 원 규모의 프로젝트 펀드를 통해 폐기물 소각업체 창원에너텍을 인수했다.
- 원스토어: SK텔레콤과 네이버가 주주로 있는 원스토어의 우선주를 사들이기 위해 1045억 원 규모의 프로젝트 펀드를 조성했다.
- 콘텐츠웨이브[4]
- ADT캡스
- 제일기공
- 제이앤티씨[5]
- 에코프로비엠
- Bloom Energy
- 동양시스템즈
- 뱅크샐러드
- 나인테크
- 어센드엘리먼츠
- CJ올리브영
- 무신사
- 비앤비코리아[6]